# La mia città (Edoardo Bennato)
La mia città è un singolo di Edoardo Bennato pubblicato nel 2011.

## Descrizione
Il brano è stato distribuito nelle radio l'8 maggio 2011 e il 9 luglio per il download digitale. Nello stesso giorno è uscito il video ufficiale.
Il brano è uscito come singolo a distanza di un anno e quattro mesi dall'uscita dell'album Le vie del rock sono infinite. Il cantautore ha scritto questo brano dedicandolo alla sua città, Napoli, con la speranza che, nonostante tutti i suoi problemi, possa cambiare.
Il brano è stato infine inserito nella tracklist di Pronti a salpare (2015).

## Tracce
Download digitale
1. La mia città - 3:36

## Musicisti
- Guido Carli: Batteria
- Giuseppe Scarpato: Chitarre e preproduzione
- Marco Barusso: Arrangiamento, programmazione, basso, chitarre elettriche addizionali.
- Orazio Grillo: Arrangiamento e Chitarre twang.
- Raffaele Lopez: Preproduzione.
- Umberto Iervolino: Tastiere ed arrangiamento archi.

## Tecnici
- Marco Barusso: Registrazioni e mix.
- Marco D'Agostino: Mastering.